# Chilwasøen
Chilwasøen (Lake Chilwa, nogen gange kaldet Shilwasøen) er en lavvandet sø på grænsen mellem Malawi og Mozambique. Den ligger i den sydlige ende af Great Rift Valley. De 2.000 mennesker, som lever på Chisi- og Thongwe-øerne i Chilwasøen udgør et af de mest isolerede samfund i verden. De fleste bygger deres huse på "rørflåder" på vandet. Kun en håndfuld af øboerne har besøgt fastlandet. Området omkring søen har næsten 400.000 beboere.
Chilwasøens vådområder, et område på  6141,81 km² blev i 2006 udpeget som Chilwasøens vådområder biofærereservat.